# Cremastosperma pendulum
Cremastosperma pendulum är en kirimojaväxtart som först beskrevs av Hipólito Ruiz López och Pav., och fick sitt nu gällande namn av Robert Elias Fries. Cremastosperma pendulum ingår i släktet Cremastosperma, och familjen kirimojaväxter. Inga underarter finns listade i Catalogue of Life.